# Plongée à l'aube
Pour plus de détails, voir Fiche technique et Distribution.
Plongée à l'aube (We Dive at Dawn) est un film britannique réalisé par Anthony Asquith, sorti en 1943.

## Synopsis
Le sous-marin HMS Sea Tiger, qui vient juste de rentrer au port, est brusquement rappelé en mer pour une mission spéciale : couler le Brandenburg, un navire de guerre allemand. En route, l'équipage apprend que sa cible a atteint la mer Baltique, sur laquelle de lourds moyens de défense sont disposés. Au lieu de reculer, le Sea Tiger prend le Brandenburg en chasse. La tension grandit lorsque l'objectif se rapproche. Arrivés à portée de tir, les marins britanniques lancent leurs torpilles, mais doivent battre en retraite sans savoir si leur attaque a réussi. Bientôt, sous peine de ne plus jamais pouvoir rentrer, ils doivent trouver à se ravitailler en carburant alors qu'ils se trouvent toujours dans les eaux ennemies.

## Analyse
Réalisé pendant la Seconde Guerre mondiale, Plongée à l'aube fait partie d'un certain nombre de films de propagande britanniques, avec Close Quarters de Jack Lee (1943) et Ceux qui servent en mer (In Which We Serve) de Noël Coward et David Lean (1942).

## Fiche technique
- Titre : Plongée à l'aube
- Titre original : We Dive at Dawn
- Réalisation : Anthony Asquith
- Scénario : J.B. Williams, Val Valentine (en) et Frank Launder (ce dernier non crédité)
- Direction artistique : Walter W. Murton
- Photographie : Jack E. Cox
- Son : B.C. Sewell
- Musique : Hubert Bath
- Direction musicale, musique additionnelle et arrangements : Louis Levy
- Montage : R.E. Dearing
- Production : Edward Black (en)
- Société de production : Gainsborough Pictures et Gaumont British Picture Corporation
- Pays d'origine :  Royaume-Uni
- Langue originale : anglais, allemand
- Format : Noir et blanc — 35 mm — 1,37:1 — son mono
- Genre : Drame, Guerre
- Durée : 98 minutes
- Date de sortie :
  - Royaume-Uni : 15 avril 1943
  - Belgique : 6 octobre 1944
  - France : 13 octobre 1944

## Distribution
- John Mills : le commandant - le lieutenant Freddie Taylor
- Louis Bradfield : le premier officier - le lieutenant Brace
- Ronald Millar (en) : le troisième officier - le lieutenant Johnson
- Jack Watling : l'officier de navigation - le lieutenant Gordon
- Reginald Purdell (en) : Coxwain/ Dabbs
- Caven Watson : l'artificier en chef/ P.O. Duncan
- Niall MacGinnis : l'ami du torpilleur - Mike Corrigan
- Eric Portman : hydrophones/ Hobson
- Leslie Weston (en) : le préposé aux torpilles/ Tug Wilson
- Norman Williams (en) : le préposé au périscope - Canada
- Lionel Grose : Spud
- David Peel : Oxford
- Philip Godfrey : Flunkey
- Marie Ault : Mme Metcalfe
- Frederick Burtwell
- Philip Friend : Humphries
- Beatrice Varley
- Josephine Wilson

## Article annexe
- Sous-marins au cinéma et à la télévision